# Valbella
 (juillet 2009).
Si vous disposez d'ouvrages ou d'articles de référence ou si vous connaissez des sites web de qualité traitant du thème abordé ici, merci de compléter l'article en donnant les références utiles à sa vérifiabilité et en les liant à la section « Notes et références ».
Valbella est une localité de Suisse. Située dans les Alpes, Valbella est une station de ski qui offre 380 km de domaine skiable[réf. nécessaire].

Vue aérienne par (1965).

## Célébrités
Le joueur de tennis Roger Federer, y a fait construire deux chalets (Bellavista A et Bellavista B) pour lui, sa femme, ses enfants et ses parents. Il s'agit de sa résidence principale depuis 2018.